# Stazione di Walzenhausen
La stazione di Walzenhausen (in tedesco Bahnhof Walzenhausen) è una stazione ferroviaria nell'omonimo comune svizzero sulla linea Rheineck-Walzenhausen, di cui è il capolinea superiore.

## Storia

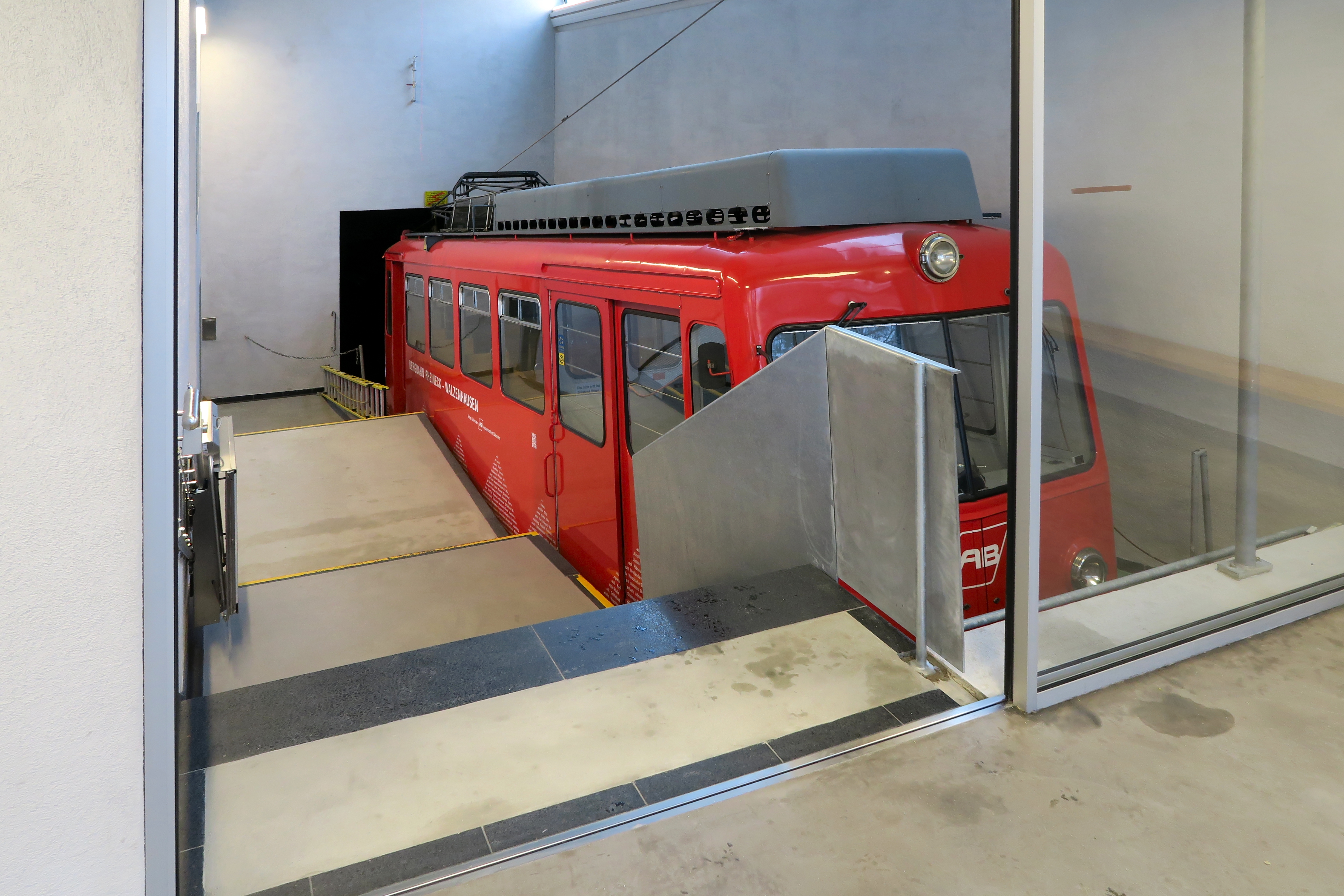
L'interno della stazione (2014).

La stazione fu attivata il 27 giugno 1896, come capolinea superiore della funicolare con contrappeso ad acqua tra Walzenhausen e Ruderbach. Nel 1909 l'allora capolinea inferiore di Ruderbach fu connesso alla stazione di Rheineck da una breve linea tranviaria a scartamento normale. Nel 1958, la conversione della funicolare e l'integrazione alla tranvia di collegamento diedero vita all'attuale ferrovia ad aderenza e a cremagliera con alimentazione a corrente continua a 600 volt tramite linea aerea, di cui Walzenhausen è il capolinea superiore.

## Strutture e impianti

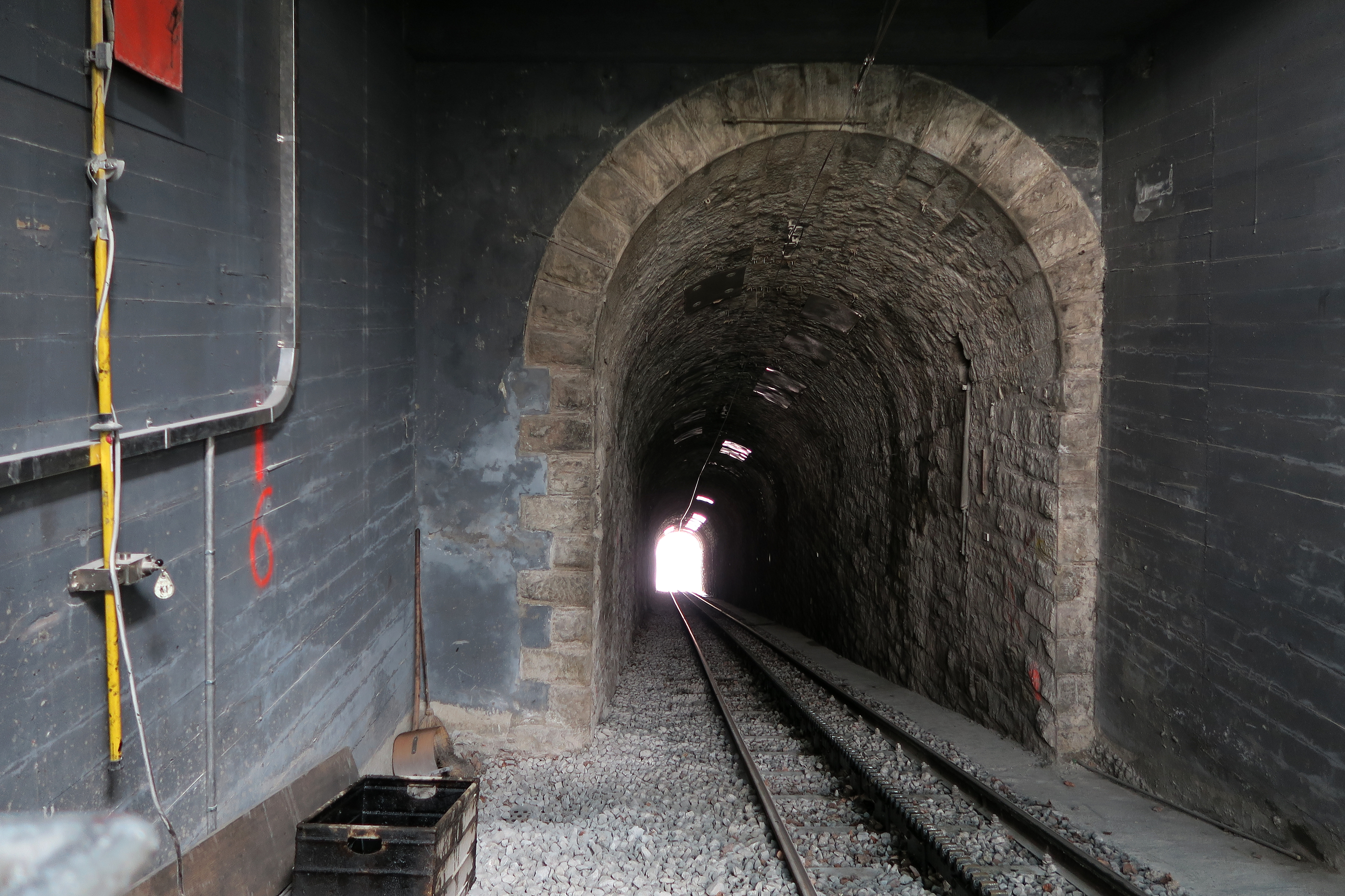
L'entrata del tunnel, lungo circa 70 metri, al termine del quale si trova la stazione.

La stazione dispone di un binario dotato di marciapiede per il servizio passeggeri ed interno all'edificio, poiché la breve linea di cui la stazione è capolinea superiore termina in una piccola galleria. È dotata di un moderno fabbricato viaggiatori, realizzato nel 1958 e ristrutturato tra 2015 e 2016.

## Movimento
La stazione è servita da treni sulla relazione S26 della rete celere di San Gallo con cadenza oraria (semioraria alle ore di punta) per Rheineck.

## Servizi
- Biglietteria automatica
- Bar
- Negozio
- Ufficio postale

## Interscambi
- Fermata autobus (linee 223, 224, 225, 228 di AutoPostale Svizzera)